# Maria Almasri
Maria Almasri (hebräisch מריה אלמצרי, arabisch ماريا المصري, * 14. März 2004 in Tel Aviv-Jaffa) ist eine israelische Fußballspielerin.

## Karriere

### Vereine
Almasri begann 2015 bei Bnei Jaffa Ortodoxim in Tel Aviv mit dem Fußballspielen und wechselte 2017 zu Hapoel Petah Tikva, ein Jahr später in die Girls’ Soccer Academy des Wingate Institute. 
Mit dem Wechsel zu Maccabi Kishronot Hadera debütierte sie 2020 im Seniorinnenbereich und gewann dort 2021 erstmals den Israel Youth State Cup. Anfang 2023 schloss sie sich für ein Jahr Grenoble Foot in der Division 2 Féminine an und kehrte anschließend nach Israel zurück, wo sie 2023 mit dem in der Ligat Nashim spielenden ASA Tel-Aviv FC erneut den Youth State Cup gewann.
Im Januar 2024 schloss Almasri sich dem damaligen Zweitligisten 1. FFC Turbine Potsdam an und stieg mit den Brandenburgerinnen im Sommer 2024 als Meister in die Bundesliga auf.

### Nationalmannschaft
Almasri debütierte am 1. September 2022 für die A-Nationalmannschaft im neunten Spiel der WM-Qualifikationsgruppe H beim 2:0-Sieg über die Nationalmannschaft Bulgariens in Nes Ziona für die anstehende Weltmeisterschaft 2023 in Australien und Neuseeland; sie wurde zur zweiten Spielzeit für Koral Hazan eingewechselt. Das erste Länderspieltor gelang ihr am 2. Dezember 2023 in Jerewan beim 6:1-Sieg über die Nationalmannschaft Armeniens im fünften Spiel der Gruppe C4 im Wettbewerb der Nations League mit dem Treffer zur 1:0-Führung in der 22. Minute.

## Erfolge
- Meister 2. Bundesliga 2024 und Aufstieg in die Bundesliga
- Israel Youth State Cup-Sieger 2021, 2023

## Privates
Almasris Eltern sind Muslime und zogen mit ihr und den fünf Geschwistern nach ihrer Geburt nach Kanada. Im Alter von sieben Jahren kehrte sie mit ihrer Mutter Fathiyeh und ihren Geschwistern nach Jaffa zurück.